# Klebriger Lein
Der Klebrige Lein (Linum viscosum) ist eine Pflanzenart aus der Gattung Lein (Linum). Er ist in den Bergregionen des südlichen Mittel- und Süd- bis Südosteuropa beheimatet.

## Beschreibung

### Erscheinungsbild und Laubblatt

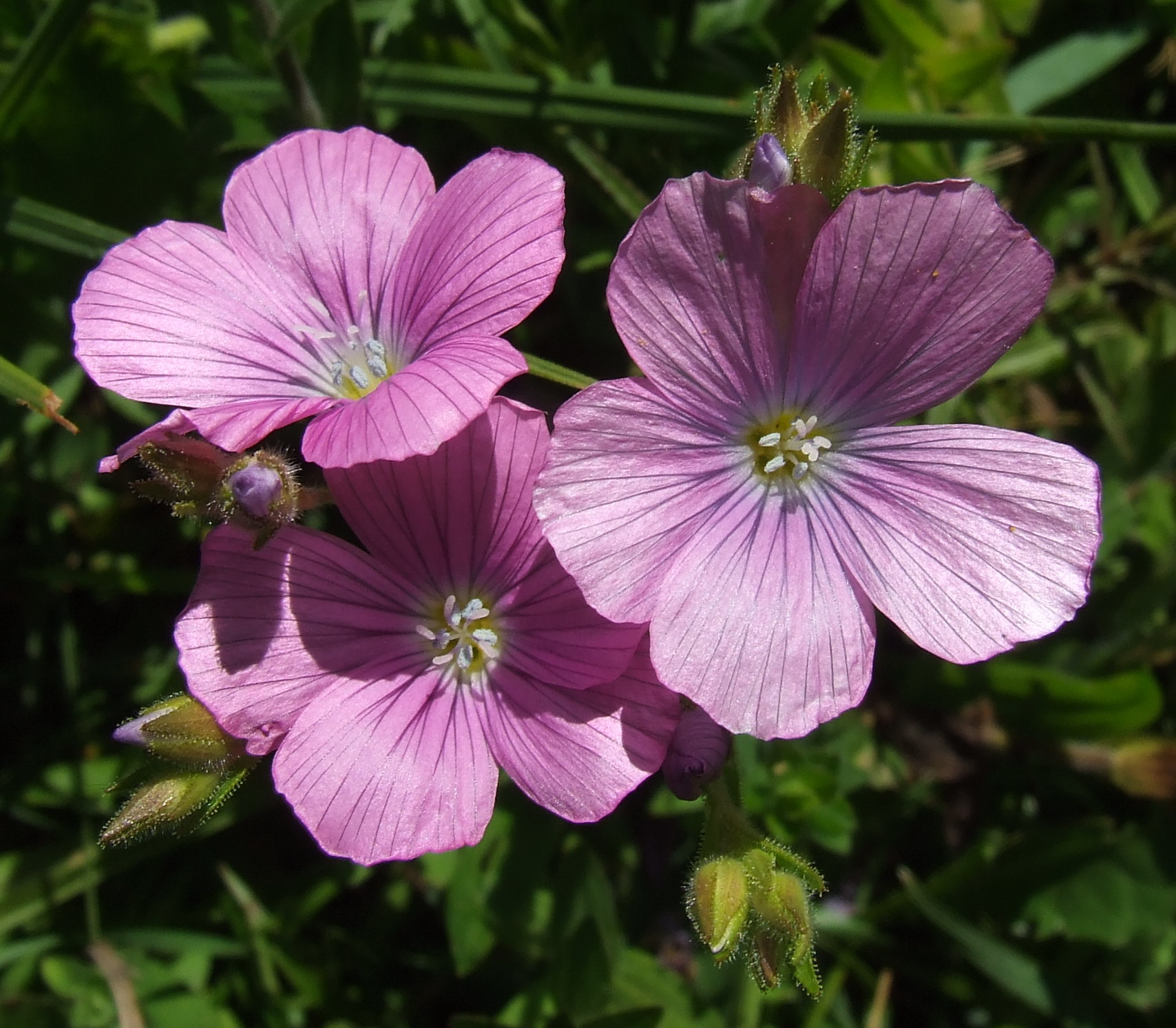
Fünfzählige, radiärsymmetrische Blüten von oben

Der Klebrige Lein wächst als ausdauernde krautige Pflanze, die Wuchshöhen von meist 30 bis 50, selten bis zu 60 Zentimetern erreicht. Sie bildet eine spindelförmige Pfahlwurzel. Es werden Horste mit zahlreichen Stängeln gebildet. Der aufrechte oder bogig aufsteigende Stängel ist stark abstehend zottig behaart. Als einzige der großblütigen Lein-Art sind Drüsenhaare vorhanden, dadurch fühlt sich die Pflanze leicht klebrig an, daher der Trivialname Klebriger Lein. 
Die wechselständig am Stängel aufrecht abstehenden Laubblätter sind sehr variabel. Die mittleren Stängelblätter besitzen bei einer Breite von 5 bis 9 mm ei-lanzettliche Blattspreiten mit drei bis fünf Blattadern; sie sind außer an ihrer Basis drüsig bewimpert. 

### Blüten, Früchte und Samen
Die Blütezeit reicht von Juni bis Juli. Die zwittrigen Blüten sind radiärsymmetrisch und fünfzählig mit doppelter Blütenhülle. Die fünf 5 bis 7 mm langen Kelchblätter sind zottig behaart und am Rand drüsig bewimpert. Die fünf freien, 1,8 bis 2,5 cm langen Kronblätter sind kräftig rosarot mit dunkelroten Adern, die sich beim Trocknen blau färben. Die Blütenkrone weist einen Durchmesser von 3,5 bis 5 cm auf.
Die fünfkammerige Kapselfrucht enthält zehn Samen. Die glatten, hellbraunen Samen sind relativ groß und elliptisch.

### Chromosomenzahl
Die Chromosomenzahl beträgt 2n = 16.

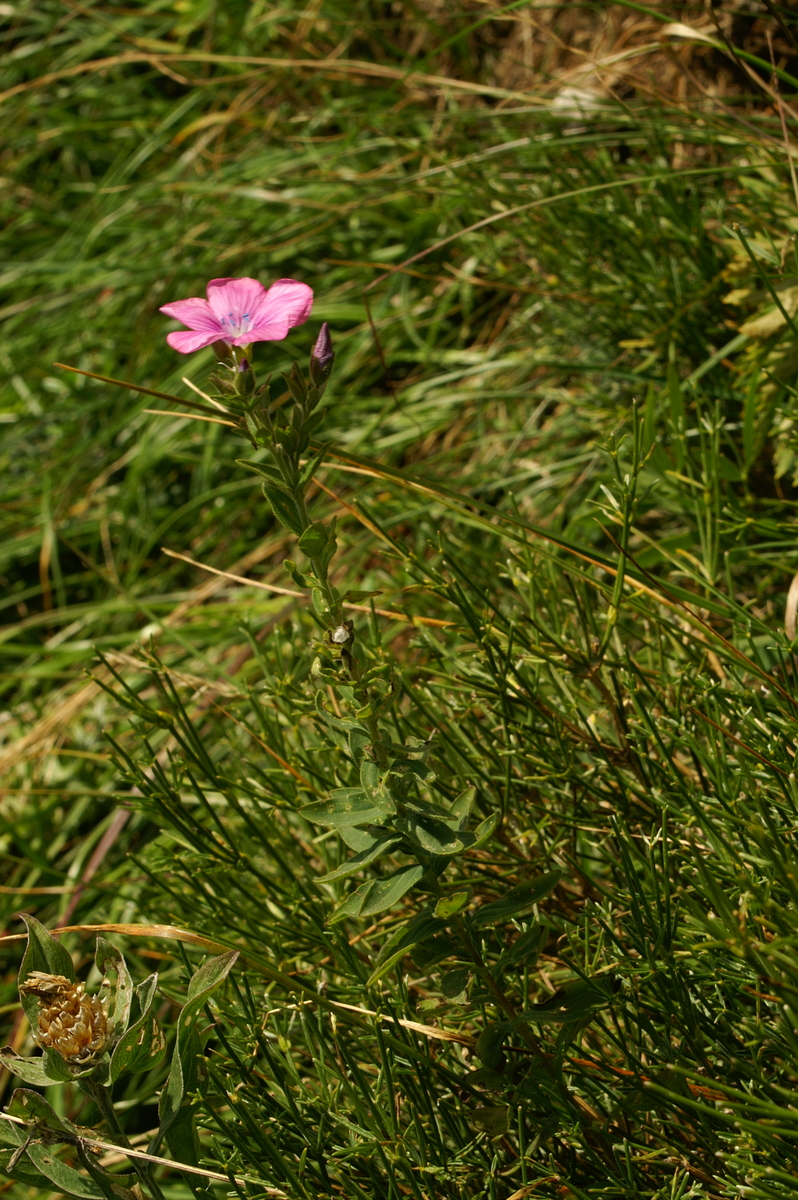
Klebriger Lein (Linum viscosum)

## Vorkommen und Schutz
Der Klebrige Lein ist im südlichen Mitteleuropa und Südeuropa beheimatet. Er gedeiht in bergigen Gebieten im nördlichen und zentralen Spanien sowie in den Pyrenäen und in kleinen Vorkommen in Portugal. Vorkommen gibt es im Apennin und auf dem nordwestlichen Balkan, in Kroatien und Ungarn. In den Alpen kommt der Klebrige Lein in den süd- sowie nördlichen Kalkalpen und Teilen der Ost- sowie Südostalpen vor.
Der Klebrige Lein gedeiht an der Alpennordseite nur im bayerischen Alpenvorland. Der Klebrige Lein wanderte durch Samenausbreitung unter Nutzung des Lechs als Florenbrücke ein und wurde auf sogenannten Wärmeinseln heimisch. In Deutschland ist der Klebrige Lein auf wenige Sonderstandorte in Bayern begrenzt; man findet ihn auf dem Ammergebirge oder den Lechtalheiden. Der Klebrige Lein ist in Deutschland geschützt; Rote Liste 1996: Stufe 3 = gefährdet. In Deutschland ist der Klebrige Lein durch Naturschutzmaßnahmen lokal in Ausbreitung begriffen. 
Der Klebrige Lein gedeiht auf frischen bis mäßig trockenen, aber auch auf wechseltrockenen bis wechselfeuchten, kalkreichen Böden. Der Klebrige Lein kommt auf Trockenrasen, Magerrasen, Kalkrasen oder Schottergrund vor. Der Klebrige Lein kommt zerstreut bis selten vor. Er ist lokal eine Charakterart des Gentiano-Koelerietum aus dem Verband Mesobromion, kommt aber auch in anderen Gesellschaften der Verbände Mesobromion oder Molinion vor und ist überregional eine Charakterart der Ordnung Brometalia. Er steigt in Mitteleuropa in Südtirol bis fast 1900 Meter Meereshöhe auf.